# Чагарничок

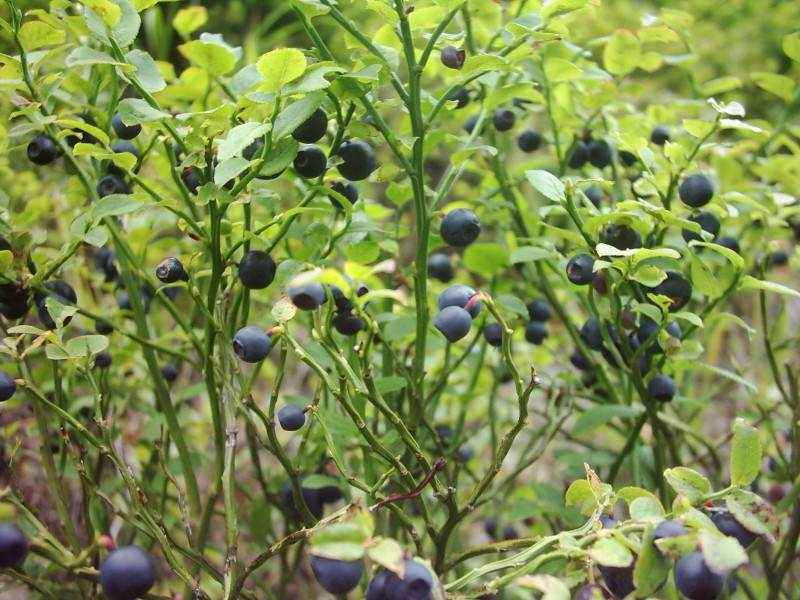
Чорниця

Чагарничок — життєва форма рослин, що представлена багаторічними низькорослими рослинами (заввишки від 5 до 60 см) із здерев'янілими зазвичай сильно розгалуженим пагонами, що не мають явно вираженого головного стовбура.

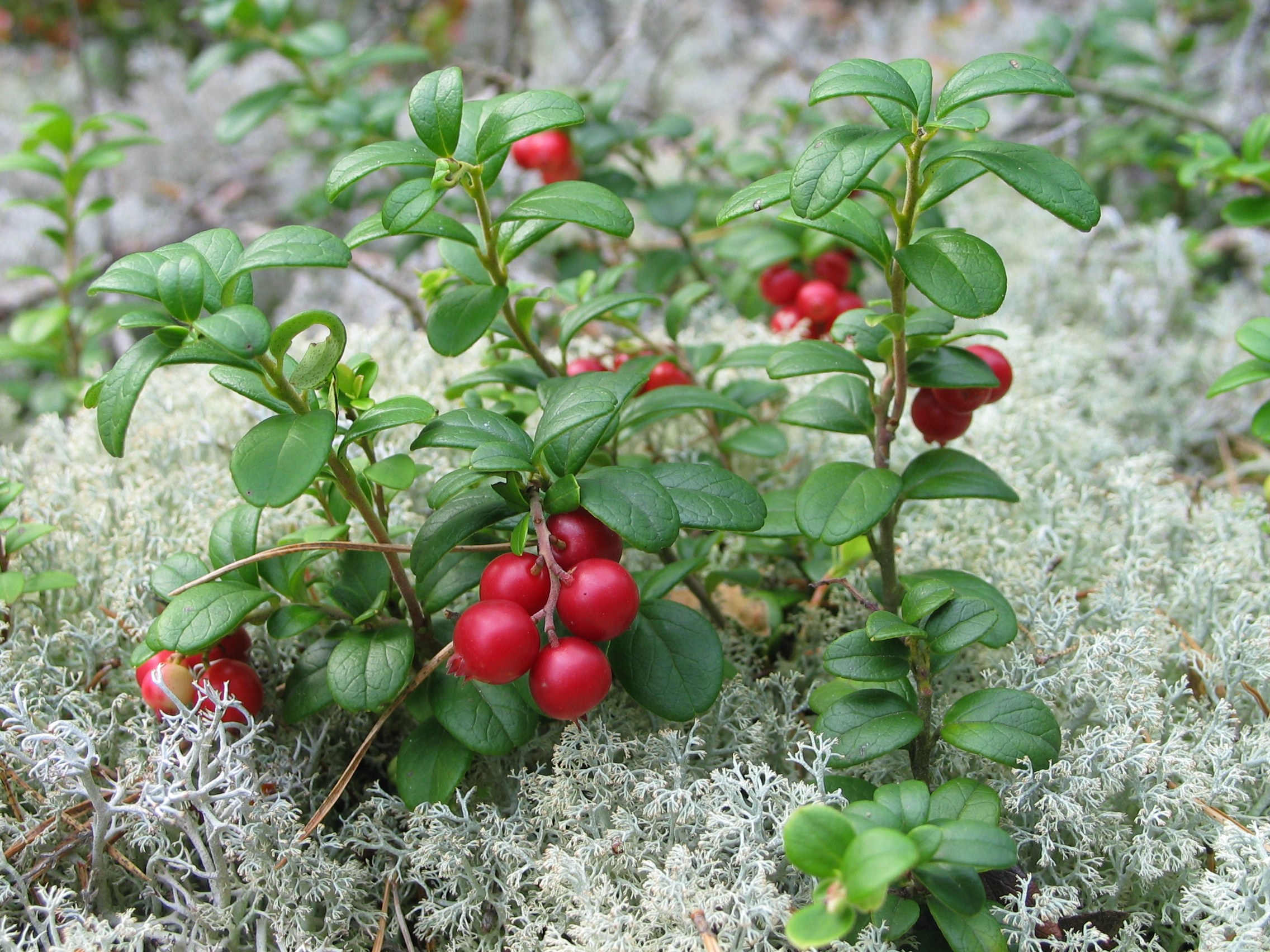
Брусниця

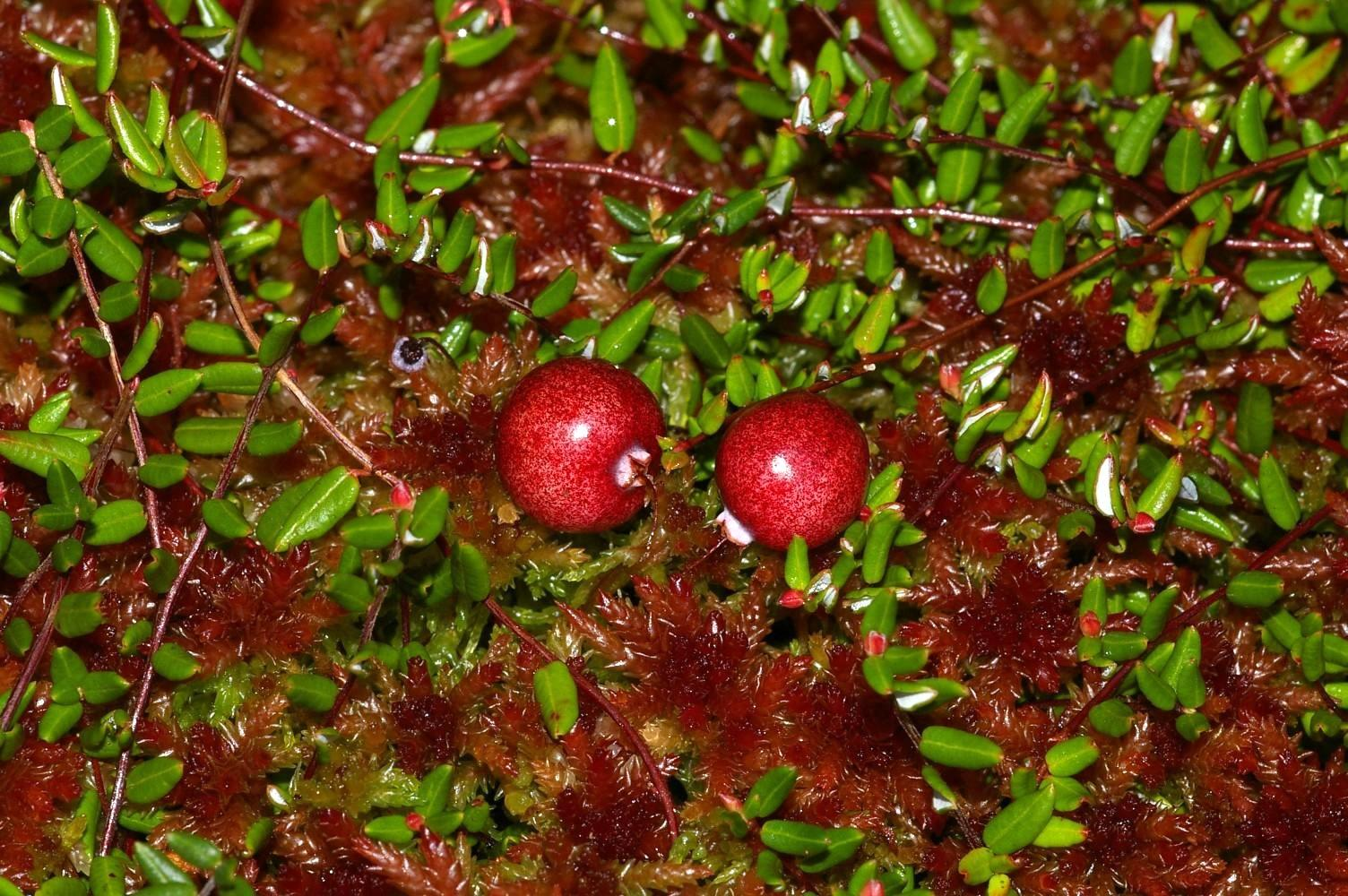
Журавлина

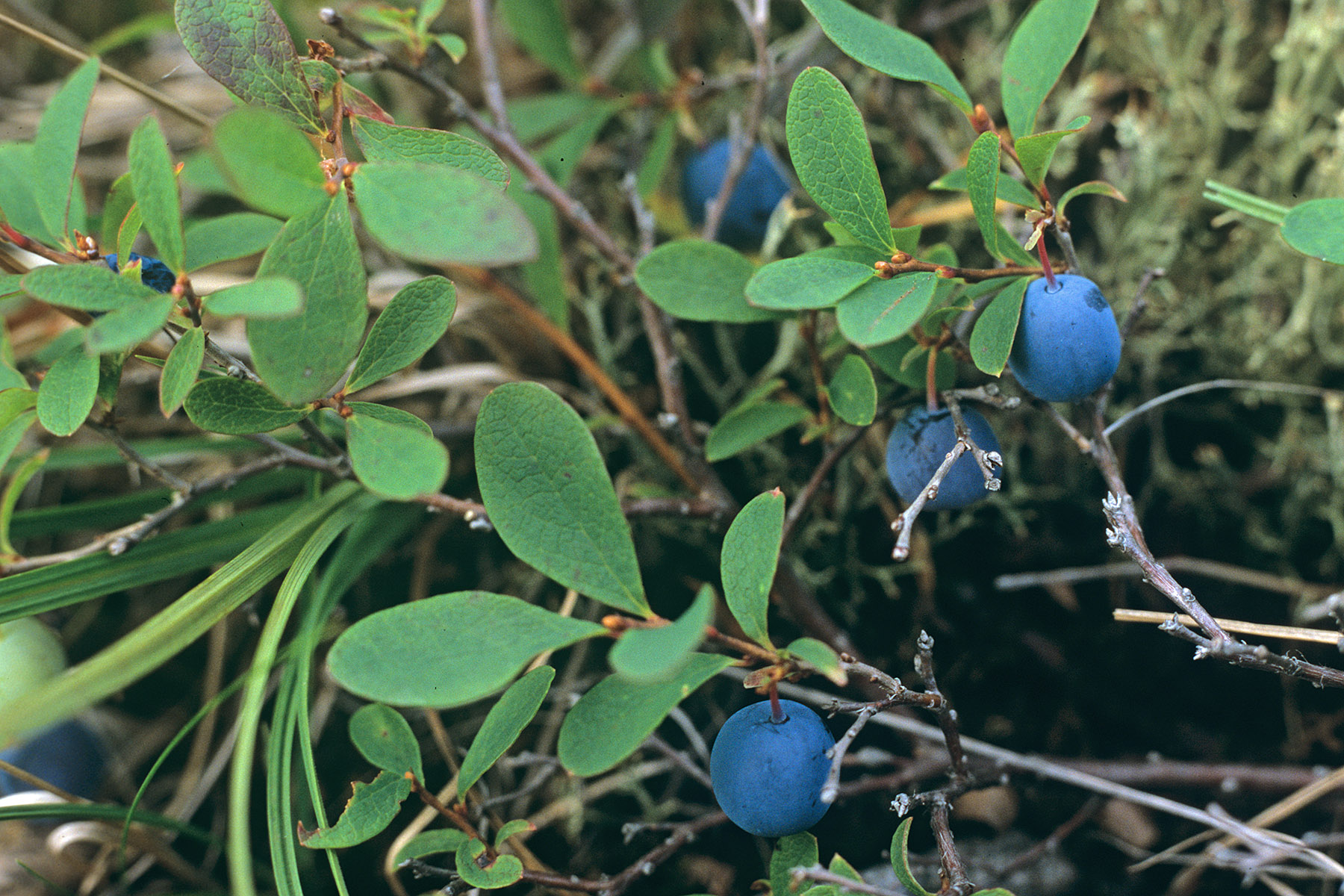
Буяхи

Відрізняється від чагарників і меншими розмірами, і меншою тривалістю життя.
Для чагарничків характерні довге кореневище (чорниця, брусниця), повзучі пагони (журавлина). Чагарнички високогір'я часто мають подушковидну форму (Diapensia lapponica). Основні надземні пагони живуть 5-10 років. Чагарнички переважають рослинному покриві тундри (види берези, верби, вересових), іноді утворюють суцільний ярус в хвойних лісах, панують на сфагнових болотах (буяхи, андромеда, касандра, багно); утворюють рослинність пустищ (вересові угруповання в Західній Європі); ростуть у високогір'ях Південної Америки, Південної Африки, Нової Зеландії, на Памірі і т. д.
Напівчагарничком називають життєву форму рослин, у яких більша частина надземних пагонів у кінці сезону відмирає, а менша дерев'яніє і зберігається, (наприклад, чебрець).